# إيرين بالوجينا الطربزونية
إيرين بالوجينا (باليونانية: Ειρήνη Παλαιολογίνα, Eirēnē Palaiologina) (ولدت تقريبا عام 1315 ، وتوفيت بعد عام 1341)، وكانت امبراطورة امبراطورية طرابزون في الفترة من 6 أبريل 1340 إلى 17 يوليو 1341. وهي الأبنة الغير مشروعة ل أندرونيكوس باليولوجوس.

## زواجها
قام الإمبراطور البيزنطي أندرونيكوس باليولوجوس من أجل اتمام الاتفاق مع امبراطور طرابزون فاسيليوس بتزويجه إلى ابنته ايرين في عام 1335. ولكن لم يدم هذا الزواج غير فترة قصيرة وبعدها انتهت علاقة الزواج. وعلى الرغم من زواجه بأيرين الا انه حافظ على علاقته مع عشيقته. وأنجبت 4 أطفال من علاقته الغير مشروعة، وأصبح والداً لهم.
وقامت بعد ذلك الكنائس المحلية بتطليق ايرن وباسيليوس، ولكن فيما يخص بطريرك القسطنطينية كتب رسالة إلى طرابزون العاصمة. وعلى الرغم من الطلاق، فقد ظل الوضع في طرابزون كما هو عليه ولم يحدث أي تغير.
ويحتمل ان يكون فاسيليوس توفي نتيجة وضع ايرين السم له في 6 أبريل 1340. وبعد حدوث انقلاب في القصر ارتدت التاج، وتولت عرش طرابزون. وعلى الرغم من كون كومينسوس عضوا في الاسرة الملكية، الا انها استولت على الحكم بكل قوتها. ومن أجل تعزيز مكان عشيقته فقد أرسلتها هي وأولادها إلى القسطنطينية.
ومن أجل حماية وتقوية الدولة ضد الأعداء، ومن أجل أدارة شؤون الدولة فقد طلبت من والدها الزواج بأحد من النبلاء البيزنطيين من أجل مساعدتها. ولكن قبل ان يلبى أندرونيكوس الثالث طلبها توفي في 15 يونيو 1341. ولكن هذا لم يؤثر عليها كثيرا، فقد عشقت بعدها قائد الجيش ميجاس دوميستكوس. وقد وزعت بعد ذلك مشاعرها على فصائل القصر.

## الحرب الداخلية
وقد بدأت أول حرب بعد فترة قصيرة بعد ولايتها للحكم، وكانت توجد ثلاث فصائل منقسمة:
1/حزب ايرين، فهى تضم كل من كبار العائلات والفصائل المميزة للسلطة، وعائلتها، والتجار البيزنطيين التابعين لوالدها.
2/القوات التابعة لقائد الاسطول الاميرال تزانيش، وهما يدعموا جزء من اتحاد المحافظين لوحدة الحرس الجمهورى التابعة للامبراطورية.
3/يوهانس الدوق الأكبر وقائد ليمينا.
وبسبب ذلك تجمع كل مؤسسى هذه الفصائل في دير ايا أفجنيوس بالعاصمة، وبهذا الاجتماع انضم يوهانس الدوق الأكبر وقائد ليمينا الي طرف ايرين. وبعدها قد وقع قصف للأديرة الهامة بناء على عصيان في يوليو 1340.
وفي نفس الوقت قد قام التركمان بتنظيم هجوم على طرابزون، ووصلوا إلى جدران المدينة وحدودها. وبسبب الدفاع في أول هجوم لهم، لم يستطيعوا تحقيق الهجوم مرة أخرى. وقد تسبب ذلك في أضعاف معنويات الشعب في جيش ايرين. لم يسيطر التركمان على المدينة، ولكنهم قاموا بأطلاق النيران. وقد زاد هذا من تفشى الكارثة والخوف بشكل أكبر. وقد انتشر الخوف والروائح الكريهة لجثث البشر، والأحصنة الميتة في المدينة نتيجة اطلاق النيران.

## أبعادها عنالحكم
ان النبلاء اللذين فروا من مذبحة دير أيا افجينوس، قرروا بتعيين أنا اناكوتلو ابنة ألكسيوس الثانى. وبذلك اقنعوهم بالتوقف عما يفعلوه، وبعدها أعلنوها كأمبراطورة في ولاية لازيك. وعندما سمعت ايرين عن هذا العصيان، أعدمت الأسرى المأخوذين من مذبحة دير أيا أفجينوس. ولكن دخلت أنا الي المدينة في 17 يوليو 1341 ، واخذت من ايرين الحكم وخلعتها من الحكم ولم تقف ايرين في طريقها.
وبعد هذه الواقعة تم ارسالها الي القسطنطينية. ولكن بعد ذلك لم توفر معلومات أضافية عن حياتها.

## الروابطالخارجية
Her profile in "Medieval Lands" by Charles Cawley